# برقة الإيطالية
برقة الإيطالية هي مستعمرة إيطالية كانت تضم منطقة برقة في ليبيا، بدءاً من عام 1912، عندما تخلت الدولة العثمانية عنها بموجب اتفاقية لوزان على إثر هزيمتها في الحرب الإيطالية التركية، وحتى عام 1934 عندما ضمت مع طرابلس الإيطالية ليكونا مستعمرة ليبيا الإيطالية.

## أهم الأحداث السياسية والعسكرية
- 1911: بدء الحرب الإيطالية التركية:احتلال طبرق، وبنغازي، ودرنة.[1]
- 1912: اتفاقية لوزان تنهي الحرب بين مملكة إيطاليا، والدولة العثمانية، وتخلي الأخيرة عن طرابلس، وبرقة.[1]
- 1917-1921: سلسلة من الاتفاقيات (عُقدت على التوالي في كل من عكرمة-الرجمة-بو مريم) بين السنوسيين بقيادة الأمير إدريس السنوسي، وبين الولاة الإيطاليين أدّت تأجيل الصراع.[2]
- 1923: الوالي الإيطالي لويجي بونجيوفاني يعلن إبطال الاتفاقيات مع السنوسية، وبدء العمليات العسكرية لاسترداد برقة. احتلال أجدابيا عاصمة الإمارة السنوسية،[3] وبدء حركة المقاومة السنوسية بقيادة عمر المختار.
- 1925: الاتفاقية الإيطالية المصرية الموضحة للحدود المصرية مع برقة (ولاحقا مع ليبيا).[4]
- 1926: احتلال الجغبوب.[1]
- شتاء 1927-1928: بدء عمليات خط العرض 29، بالتنسيق ما بين حكومتي طرابلس، وبرقة التي أدّت إلى احتلال خليج سرت، والربط بين المستعمرتين.[5]
- 1929: بييترو بادوليو يصبح حاكماً وحيداً لمستعمرتي برقة وطرابلس، وبدء محادثات سيدي ارحومة مع عمر المختار، التي فشلت في النهاية.[1]
- 1931:احتلال واحات الكفرة. نصب الأسلاك الشائكة على الحدود المصرية الليبية. إعدام عمر المختار.[3]
- 1932: بادوليو يعلن نهاية المقاومة في ليبيا.[3]
- 1934:ضم برقة إلى مستعمرة ليبيا.